# 中央アジア出身者の一覧
中央アジア出身者の一覧（ちゅうおうアジアしゅっしんしゃのいちらん）では、中央アジア出身者を挙げる。

## カザフスタン
・カルシャガ・ダウトベック(総合格闘家)
- ダウレトケレイ（ロシア語版）（歴史上の作曲家）
- ネディルバイ・アイタコフ - ソビエト連邦の政治家。民族はトルクメン人の出自である
- ゴーガ・アシュケナージ（カザフ語版、英語版）（実業家。カザフスタンとロシアの2ヶ国間で活動している。本名はガファール・イェルキノフナ・ベルカリエヴァ(カザフ語：Гауһар Еркінқызы Берқалиева) ）
- ジャンサヤ・アブドゥマリク - チェス選手
- ムフタール・アブリヤゾフ（カザフ語版、英語版）（政治家。現在フランス在住）
- ジナイダ・アモソワ - 元クロスカントリースキー選手。カザフ・ソビエト社会主義共和国ジャンブール州出身
- ラハト・アリエフ - 元・政治家。同国におけるペルソナ・ノン・グラータとして扱われている
- バリ・アリバソフ（ロシア語版、英語版）（音楽家であり作曲家。 現在、ロシアとカザフスタンの2ヶ国間で音楽プロデューサーとして活動。かつてはインデグラル（ロシア語版）というバンドグループのメンバーの一人であった）
- サビーナ・アルシンベコバ - バレーボール選手
- ウブライ・アルトゥンサリン（カザフ語版、英語版）（教育者）
- アル・アルハノフ - 同国出身のチェチェン人
- アフメトジャン・イェシモフ - 政治家
- ボラート・ウテムラトフ - 政治家。実業家でもある
- マハンベト・オテミスル（カザフ語版、英語版）（歴史上の詩人）
- セルゲイ・オスタペンコ - サッカー代表選手
- 風冨山泰雅 - 元大相撲力士。かつては錦戸部屋に所属していた。アクタウ出身
- アフマド・カディロフ - チェチェン人。チェチェン共和国の政治家
- ディンムハメッド・クナーエフ - カザフ・ソビエト社会主義共和国時代の政治家。ソ連共産党員。ヴェールヌイ（現アルマトイ）出身
- アバイ・クナンバユリ - 哲学者。作曲者で詩人でもあった
- ナデジダ・グラチョーワ - バレリーナ。ロシア・ボリショイ・バレエ団のプリマ・バレリーナであった。カザフ共和国セミパラチンスク（現セメイ）出身
- ディナラ・クリバエヴァ（カザフ語版、英語版）（実業家。ティムール・クリバエフの妻でもある）
- ティムール・クリバエフ（カザフ語版、英語版）（実業家。カザフスタン国内の天然資源を管理する国営企業において、いくつかの地位を占めていることでも知られている）
- アリフレド・コフ - ロシアの政治家。ドイツ系カザフである

- アディリベク・ジャクスィベコフ - 政治家
- アマンゲリディ・シャブダルバエフ - 同国のチェキスト。カザフスタン国家保安委員会議長でもある
- ウムート・シャヤクメトワ（英語版）（実業家）
- エレナ・シュミット（ロシア語版）（ドイツのファッションモデル。カザフスタン出身である）
- バルィヤン・ショラク（カザフ語版、英語版）（作曲家で詩人。歌手として活動もしており、ドンブラ奏者の一人として知られていた。また、騎手(ジギト（英語版）)として活躍していて、格闘家でもあった ）
- ウラジーミル・ジリノフスキー - ロシアの政治家
- ビビグリ・スユンシャリナ（女優）

- イマンガリ・タスマガンベトフ - 政治家。現在、同国国防大臣
- ボグダン・ツィルディア（ロシア語版）（スァイルディア）[1] - モルドバの政治家で政治学者でもある。本名はボグダン・カイダロヴィチ・サイルディア（カザフ語：Богдан Қайдарұлы Цырдия）。 カザフ・ソビエト社会主義共和国時代のセミパラチンスク（現セメイ）出身

- ニコライ・デュマガリエフ - 旧ソ連の殺人鬼。シリアルキラー・カニバリストの一人
- カシムジョマルト・トカエフ - 政治家、政治学博士。現在、同国の大統領（2代）を務める

- ドス・ムカサン（カザフ語版、ロシア語版、英語版）（同国の音楽グループ。1967年結成）

- ヌルスルタン・ナザルバエフ - 同国初代大統領
- サラ・ナザルバエウァ（カザフ語版、ロシア語版、英語版）（ナザルバエフ初代大統領の妻。NGO団体『SOS子供の村』のカザフスタン支部会長でもある）
- ダリガ・ナザルバエヴァ - 政治家。ヌルスルタン・ナザルバエフの長女
- ディナ・ヌルペイソヴァ（カザフ語版、英語版）（作曲家。ドンブラ奏者であった）
- クリャシュ・バイセイトヴァ（カザフ語版、ロシア語版、英語版）（オペラ歌手。1936年にソ連人民芸術家賞を受賞した13人の受賞者の一人であり、同称号を受けた人物の中では最年少でもあった）
- アッラ・ヴァジェニーナ（ロシア語版、英語版） （同国の重量挙げ選手）
- アブライ・ハン - カザフ中ジュズのハン
- ウラディミール・ホティネアヌ（ルーマニア語版、英語版） （モルドバの政治家。元は外科医であった。カザフ・ソビエト社会主義共和国時代のクズロルダ出身）

- カリム・マシモフ - ウイグル人の政治家。親中派として知られている
- タルガット・ムサバイエフ - 同国宇宙飛行士
- バウルジャン・モムシュル（カザフ語版、英語版）（軍人。士官として活躍していた）

- ケネス・ラキシェフ（ロシア語版、英語版）（実業家）
- ローザ・リムバエワ - 歌手
- トゥラル・ルィスクロフ（カザフ語版、英語版）（19-20世紀の政治家）

- チョカン・ワリハーノフ - 歴史上の学者。東洋学者でもあった
- バウイルザン・ムルザバエフ - ドイツを拠点に活躍している競馬の騎手

## キルギス
- チンギズ・アイトマートフ - 作家
- アスカル・アカエフ - 政治家。同国初代大統領
- アルマズベク・アタンバエフ - 政治家。同国第4代大統領
- アクタン・アブディカリコフ - 脚本家、映画監督。
- アジム・イサベコフ - 政治家。かつては首相を務めていた
- ローザ・オトゥンバエヴァ - 政治家であり外交官を務める。かつて同国暫定政府大統領を務めていた

- ビタリ・クリチコ - ウクライナの政治家で、元格闘家。現在はキエフ市長
- オムルベク・クトゥエフ - 政治家で内務官僚。
- フェリックス・クロフ - 政治家でシロヴィキ。かつては首相であった

- テミール・サリエフ - 政治家。首相、暫定政府の副首相兼財務相などを歴任した経歴を持つ
- メデトカン・シェリムクロフ - 政治家で外交官。ソ連8月クーデター時の最高会議議長でもある。現在は駐イラン非常全権大使を務める
- アパス・ジュマグロフ - 政治家で外交官。共産党員でもある。

- ニコライ・タナーエフ - 政治家。元首相。民族はロシア人。ロシア・ペンザ州ミハイロブカ村出身
- アクリナ・チェルネツォワ（ロシア語版） - キルギス・ソビエト社会主義共和国の農業者。チュイ州アラムドゥン村（ロシア語版）出身

- ファリド・ニヤゾフ - 政治家。本名はファリド・アビレジモヴィチ・ニヤゾフ（Farid Abilesimovich Niyazov　ロシア語: Фарид Абилезимович Ниязов）

- クルマンベク・バキエフ - 政治家。同国第2代大統領
- アーヴィング・バーリン - アメリカの作曲家。ユダヤ系
- ミハイル・フルンゼ - 将軍。モルダヴィア系
- アジンベク・ベクナザロフ - 政治家で検察官。かつては暫定政府の元副首相兼検事総長であった

- アマンゲリドゥイ・ムラリエフ - 政治家。かつての「技術政府」の第一副首相。元首相でもあった。

## トルクメニスタン
- マフトゥムグル（英語版）：歴史上の詩人
- メンメトゥエリ（ロシア語版）：歴史上の詩人
- ハン・アーメドフ（英語版）：政治家。1989年12月～1992年5月まで同国の首相[2]であった
- マヤ・ゴゼル・アイメドワ（英語版）： 女優
- ゲリドゥムハメド・アシルムハメドフ：同国の政治家
- オヴェズゲリドゥイ・アタエフ：政治家
- カイギシズ・アタバエフ：政治家
- ベルディムハメッド・アナエフ（ロシア語版）：第二次世界大戦に活動していた軍人。グルバングル・ベルディムハメドフの祖父に当たる
- バザール・アナニヤゾフ（ロシア語版）：政治家。技術者出身で、かつては、トルクメン共産党（英語版）中央委員会のメンバーでもあった
- ババ・アナノフ（ロシア語版）：俳優。映画監督や脚本家としても活動しており、作家としての一面もあった。ソ連人民芸術家受賞者（1985年）。ババ・アナノウとも
- ケリム・アナノフ（ロシア語版）：俳優。監督や脚本家として活動展開していたことがあった。ババ・アナノフを父に持つ
- チャルィムィラート・アマノフ：政治家
- アナクルバン・アマンクリチェフ（英語版）：人権活動家。トルクメン・ヘルシンキ人権財団（英語版）との提携者の一人である
- レドジェプバイ・アラゾフ：政治家
- マラル・イブラギモヴァ（トルコ語版）：歌手、ダンサー。ポップスターとして名を馳せている。
- グルバンソルタン・エジェ（ロシア語版、英語版）：サパルムラト・ニヤゾフの母。トルクメニスタン人民英雄（ロシア語版、英語版）。嘗てはこの名がパンの通称として用いられたことがある
- グルバンマメット・エリャゾフ：駐日トルクメニスタン大使。時に「特命全権大使」の表記が用いられることがある
- バトゥイル・オヴェゾフ：政治家
- バルイシュ・オヴェゾフ：政治家
- カカジャン・オラズネペソフ（ロシア語版）：画家。デザイナーであり、宝石商や教師としての一面も併せ持っていた。様々な分野の美術を習得した数少ない中央アジアの芸術家でもあった
- アタ・カウシュトフ（ロシア語版、トルクメン語版）：作家、詩人。劇作家でもあった。アタ・ゴフシュドフの別名でも知られる
- クルバンムハメド・カスィモフ：政治家
- サパルドゥルディ・カジエフ（英語版）（カディエフ）：人権活動家。外国の情報機関を諜報したとしてスパイ容疑で逮捕され、同国の裁判で懲役刑の判決を下されている。後にトルクメンバシ刑務所へ収監され、現在服役中
- ムハメットナザル・ガプロフ：政治家
- アルトイ・カルリエフ（英語版）：俳優、映画監督
- ロラン・グセフ：元サッカー選手
- アンナゲリディ・グマノフ：政治家
- マヤ・クリエヴァ（ロシア語版）：歌手、女優。オペラ歌手としても活動し、傍らでオペラ監督も務めている
- ケリム・クルバンペソフ（ロシア語版）： 詩人、作家。翻訳者としても活動していた
- アマン・ケキロフ（英語版）：音楽家
- アンナソルタン・ケキロワ（英語版）：音楽家、詩人。反体制派の一人として活動していた
- ベルディ・ケルババエフ（英語版）：作家、トルクメン共産党（英語版）員。科学者でもあり、トルクメン・ソビエト社会主義共和国時代の科学アカデミーに所属していた
- ナルミラト・サルハノフ（トルクメン語版）：作家
- ドミトリー・シェピーロフ：政治家
- ボリス・シクムラドフ（ロシア語版）：政治家
- リシャド・シャフィ（ロシア語版）（Rishad Shafi）：作曲家。かつてはGunesh（ロシア語版）(Gunesh Ensemble)というバンドグループのリーダー兼ドラマーとして活動していた。解散後はロシアでショーディレクターやプロデューサーとして成功を収めている。また、ソロドラマーとしても活動していた。
- アレクサンドル・ウラジミロヴィチ・シュヴァロフ（ロシア語版）：ロシアの精神科医・病理学者。トルクメン・ソビエト社会主義共和国時代のアシガバート出身である
- カユム・タングルクリエフ（ロシア語版）：作家、詩人。文学者であり翻訳家でもあった
- マメットハン・チャキエフ（ロシア語版）：政治家。かつて同国の内務相を務めていた
- コジャドゥルディ・ナルリエフ（ロシア語版）：俳優、映画監督。ホジャグル・ナルリエフとは兄弟関係にあり、彼は弟である。
- ホジャグル・ナルリエフ（ロシア語版、英語版）：映画監督、脚本家。カメラマンとしても活動していた
- サパルムラト・ニヤゾフ：トルクメニスタン初代大統領
- アタムラト・ニヤゾフ（ロシア語版、英語版）：サパルムラト・ニヤゾフの父。第二次世界大戦にて殉職。トルクメニスタン人民英雄
- アキザ・ヌルベルドイエウァ（ロシア語版、英語版）：政治家
- ウラジミール・バイラモフ： 元サッカー選手
- ドゥルディ・バイラモフ：美術家・教育者
- シャジャ・バトゥイロフ：政治家
- チャルィ・ハナモフ（ロシア語版）：政治家。社会主義労働英雄。ヌルムハメット・ハナモフとは親子関係にある
- ヌルムハメット・ハナモフ（ロシア語版、英語版）：政治家。トルクメニスタン共和党（英語版、ロシア語版）の党首（共同議長）を務める。2002年に同国からオーストラリアへ亡命している
- スハン・ババエフ：政治家
- ヌルリー・ハルマメドフ（英語版）：作曲家
- ゲオルギー・ヒージャ - ロシアの元政治家でアシガバートの出身
- マーリ・ピルグリエワ（英語版、トルクメン語版）：歌手。メーリ・ピルグリエウァとも記される
- バティル・ブサコフ：政治家
- フョードル・フンチコフ：政治家
- バティル・ベルディエフ（ロシア語版）：政治家。同国の元・外務相の一人
- ヤイルィム・ベルディエフ：政治家
- グルバングル・ベルディムハメドフ：トルクメニスタン第2代大統領
- セルダル・ベルディムハメドフ：政治家。現在、同国大統領（第3代）を務めている。グルバングル・ベルディムハメドフの子息である
- ミャリクグル・ベルディムハメドフ（ロシア語版）：グルバングル・ベルディムハメドフの父。ソ連時代は政治指導者であった。
- グルバンドゥルディ・ベゲンジョフ：政治家
- バイムィラト・ホジャムハメドフ：政治家
- エレーナ・ボンネル：ソビエト連邦及びロシアの人権活動家（父がアルメニア人、母がユダヤ教徒）
- グルサット・ママドヴァ（ロシア語版）：政治家
- アガゲリディ・マメットゲリディエフ：政治家
- ガゲリディ・マメットゲリディエフ：政治家
- オヴェズマメッド・マメドフ（英語版）：政治家
- アブドゥルアフマン・マンメドニヤゾフ：政治家・役人。現在、トルクメニスタン観光委員会の幹部として活動している
- ルスラン・ミンガゾフ - サッカー選手
- ムカンナア：メルヴ出身のペルシア人。混合宗教組織を率いていた反乱指導者でもある
- スレイマン・ムハドフ - サッカー選手
- ヴェリ・ムハトフ（英語版）：音楽家
- サカート・ムラドフ（ロシア語版）：政治家
- オグルサパル・ムラドウァ（英語版）：人権擁護者。ラジオ・フリー・ヨーロッパのジャーナリストとして活動していた。サパルドゥルディ・カジエフを兄に持つ
- イズゲンダル・ムリコフ（ロシア語版）：政治家。元・同国内務相であり、かつてはダショグズ州警察の署長を務めていた。常習的に不正行為を働いたことから2019年に逮捕されており、25年の懲役刑を判決され現在も服役中である
- ラシッド・メレドフ：政治家
- ディアスメラドブライン・ヤズムィラドフ：政治家
- セルダル・ラヒモフ（ロシア語版）：政治家。元パキスタン駐在大使。共産主義者。嘗てはジャーナリストであった

## ウズベキスタン
- サマルカンド閥 - ウズベキスタンには支配層を形成する氏族が存在しており、これはその一つとなっている
- アノーラ  - 歌手。日本語でも歌うポピュラー歌手として知られている
- アブドゥッラティーフ - ティムール朝5代君主
- シャフゾーダ（ウズベク語版、キルギス語版、英語版、ロシア語版） - 歌手
- ルスタム・アジモフ（英語版） - 政治家
- サイイド・アジャッル - モンゴル帝国時代のムスリムの官僚
- ナシバ・アブドラエヴァ（ウズベク語版） -  歌手、女優。ウズベキスタン人民芸術家
- サリム・アブドバリエフ（英語版） - 企業家
- アブドゥラ・アリポフ - 政治家。現在、同国の首相を務める
- ザキルジョン・アルマトフ - 政治家。警察官僚で民警大佐。
- ルスタム・イノヤトフ - 政治家、軍人
- ユルドゥス・ウスマノヴァ - 歌手、女優
- アリシェル・ウスマノフ - ロシアの実業家。現在、ロシア国内において複数の企業の共同経営者として活動している
- ピーター・オデムウィンギー - サッカー選手
- ライハン・ガニイェヴァ（英語版） - 歌手
- ティムル・カパーゼ - 元サッカー選手
- アリーナ・カバエワ - 体操選手。タタール人
- アブドゥルアズィーズ・カミロフ - 政治家
- イスラム・カリモフ - 同国初代大統領
- タチヤーナ・カリモヴァ（英語版） - 経済学者。同国初代大統領イスラム・カリモフの妻でもある
- グリナラ・カリモヴァ - イスラム・カリモフの長女。政治家であり実業家でもある
- ローラ・カリモヴァ - イスラム・カリモフの次女。実業家
- ガフール・グラム（英語版） - 詩人
- アレクサンドル・ゲインリフ - 元サッカー選手。現在はサッカー指導者として活動
- セルヴェル・ジェパロフ - サッカー選手
- マクシム・シャツキフ - 元サッカー選手
- シェラリ・ジュラエフ（英語版） - 歌手。詩人ならび俳優としても活動している
- ヴォロディームィル・シンクレア（ウクライナ語版、ロシア語版） - 軍人。ウクライナ人民共和国軍の主要メンバーの一人であった。トルキスタン総督府（現在のフェルガナ州マルギラン）出身
- エドゥアルト・スミルノフ（ロシア語版、ルーマニア語版） - モルドバの政治家。ウズベク・ソビエト社会主義共和国時代のアンディジャン出身
- パヴェル・ソロミン - サッカー選手
- ティムール・ダダバエフ - 同国出身の研究者で日本在住
- マイケル・チャーニー（英語版） - イスラエル在住の実業家。興業家でもあり、マイケル・チャーニー財団（英語版）の創設者として有名。本名はミハイル・チェルノイ（Михаил Чёрный）
- アリムジャン・トフマフノフ（英語版） - 実業家。ロシアンマフィアのメンバーでもある
- セヴァラ・ナザルハン - シンガーソングライター。音楽家でもある
- アザドベク・ナザルベコフ（ウズベク語版、ロシア語版） - 歌手。シャフリハン出身
- ジュマ・ナマンガニ - テロリスト。ウズベキスタン・イスラム運動の指導者の1人
- ハムザ・ニヤージー - 詩人、作家。作曲家で劇作家でもあり、政治活動家としての面も持ち合わせていた
- イグナティ・ネステロフ - サッカー選手。ロシア系
- ハリマ・ノシロヴァ（ウズベク語版、英語版、インドネシア語版） - 歌手。タシュケント出身
- オレグ・パシニン - 元サッカー選手
- アブドゥラウフ・フィトラト - 政治家。作家であり思想家でもあった。ブハラ出身
- イリナ・ヴィネル - 全ロシア連邦新体操総裁。元新体操選手
- ブハーリー - 9世紀のイスラーム法学者。ハディース(ムハンマドの言行録)を集めた『真正集』を編纂
- イェフィム・ブロンフマン - ピアニスト。ユダヤ系
- フワーリズミー - 9世紀前半のアッバース朝のバグダードで活躍した数学者・天文学者。算法を意味するアルゴリズムは彼に由来する
- ウルグ・ベク - ティムール朝の4代君主
- ヤクブ・ベク - コーカンド・ハン国出身のウズベク人。軍人・指導者であった。東トルキスタン（現在の新疆ウイグル自治区）を巡ってヤクブ・ベクの乱を引き起こしたことで知られている
- バホディル・マトリュボフ - 政治家。警察官僚で民警中将。現在は同国の内務相として活動
- イスカンダル・マフムドフ（英語版） - 実業家
- シャフカト・ミルジヨエフ - 同国現（第2代）大統領
- タヒル・ユルダシェフ - テロリスト。ウズベキスタン・イスラム運動の指導者の1人
- ガフール・ラヒモフ - 実業家。元はボクシング選手であった

## タジキスタン
- サドリディン・アイニー - ソ連時代の同国の作家、ウラマーでもある
- アキル・アキロフ - 政治家
- カドリディン・アスロノフ（英語版） - 政治家。大統領代行者でもある
- アブドゥマリック・アブドゥラジャノフ（英語版） - 政治家。同国元首相
- ニギナ・アモンクロヴァ（英語版） - 同国の音楽家、歌手
- アクバルショ・イスカンダロフ（英語版） - 政治家。同国における2人目の大統領代行者
- マフマドサイッド・ウバイドゥロイエフ（英語版、フランス語版） - 政治家
- ボボジャン・ガフーロフ - 歴史家、研究家
- カロマトゥッロ・クルボノフ（英語版） - 同国の作曲家。ポップシンガーでもある
- シリンショ・ショテムール（英語版） - ソ連時代の同国政治家。同国においては著名な政治家の一人として数えられている
- モージズ・ズナイマー - カナダ・シティ・テレビの創設者。ユダヤ系
- シャブナム・スラヨ（英語版） - 同国の歌手
- マニシャ・ダヴラット（英語版、ドイツ語版） - 同国の歌手。マニヤ・ダウラト、マニシャ・ダヴラトバとも呼ばれる。スンニ派のイスラム教徒である。2006年以降から活動停止
- マスティベク・タシュムハメドフ（英語版） - ソ連時代の軍人。階級は少将
- アクバル・トゥラジョンゾダ（英語版） - 政治家。同国の上院議員である
- ミルゾ・トゥルスンゾダ（英語版） - 詩人。レガル（Regar、現在はトゥルスンゾダ）出身。なお、「トゥルスンソダ」という都市名は彼の功績を称える形で名付けられたものでもある
- ラフモン・ナビエフ - 同国初代大統領
- タミナ・ニヤゾヴァ（ロシア語版、英語版） - 同国の歌手
- サイイド・アブドゥッラー・ヌーリー - 同国の政治家の一人で、かつてタジク野党連合（英語版）（UTO）を結成して内戦を繰り広げていた
- タハミネー・ノルマトワ - 同国の女優
- マフムード・フダイベルディエフ（英語版） - 反政府指導者。かつてはタジキスタン共産党中央委員会の構成員であった。ウズベク人とタジク人の混血である
- ヌスラトゥッロ・マクスム（英語版） - ソ連時代の政治家。ロシア語風の名前でヌスラトゥッロ・ルトフルラエフとも呼ばれる
- ユーリ・マスリュコフ -  ソ連及びロシアの政治家。かつてソ連時代に設立された組織であるゴスプランの最後の議長でもあった
- カハル・マフカモフ - 政治家。タジク・ソビエト社会主義共和国の大統領でもあった
- ウルマス・ミルサイドフ（英語版） - 同国の理論化学者
- カイリニッソ・ユスフィ（英語版） - 政治家。元は獣医であった
- コヒル・ラスルゾダ - 政治家。現在、同国首相に在任
- エモマリ・ラフモン - 同国現（第2代）大統領

## 不明
- トクタミシュ
- アラーウッディーン・ムハンマド